# Воскресенська церква (Батурин)
Воскресе́нська це́рква — пам'ятка архітектури національного значення в м. Батурин, Ніжинський район, Чернігівська область; усипальниця останнього гетьмана України Кирила Розумовського.
Входить до Національного історико-культурного заповідника «Гетьманська столиця».

## Архітектура
Церква в ім'я Воскресіння Христового споруджена в стилі високого класицизму, хрещата в плані, однобанна, з напівкруглою апсидою та заокругленим західним раменом; стіни розчленовані пілястрами; з трьох боків — монументальні чотириколонні портики тосканського ордера, західний — із спареними колонами, завершені трикутними фронтонами. Над середохрестям підноситься масивна сферична баня на циліндричному підбаннику, увінчана граціозним ліхтариком. Двоярусна дзвіниця над західним притвором має сферичну баню з високим шпилем.
Архітектурні форми будівлі дуже лапідарні, з мінімумом декору, витримані в стилістиці високого класицизму. Характерне поєднання високих вікон, що мають напівциркульні перемички, з круглими вікнами над ними та з плоскими нішами. Такі ж круглі вікна — і в підбаннику.
Церква мурована з цегли на вапняно-піщаному розчині, в середині та ззовні потинькована й побілена.
Воскресенська церква в Батурині є однією з визначних храмових будівель доби високого класицизму в Україні.

## Історія
Церква збудована на кошти гетьмана України Кирила Григоровича Розумовського. Автор проекту невідомий. Будівництво розпочато наприкінці XVIII ст. Кирило Розумовський передав храмові дерев'яний хрест з вправленим маленьким хрестиком з животворящого дерева, привезений з Єрусалиму, срібний потир з образками з фініфті, осипаними східним кришталем, дві срібні позолочені дарохранительниці, панікадило та інші церковні предмети.
Церкву освячено восени 1802 року.
При Воскресенській церкві в другій половині ХІХ ст. діяла богадільня-шпиталь. У 1897 році при храмі відкрито школу грамоти, у 1904 році для неї поряд з церквою побудовано нове приміщення, збережене до нашого часу (нині Музей археології Батурина).
На початку ХХ ст. Воскресенську церкву та школу обнесено кам'яною огорожею, обабіч воріт, що стояли навпроти головного входу до церкви, споруджено кам'яну сторожку та комору (до нашого часу не збереглися).
За радянської доби, у 20-х роках ХХ століття церква як пам'ятка архітектури взята на облік та охорону Конотопським окрмузеєм. В 1937 році храм було закрито. Розібрали кам'яну огорожу, із дзвіниці зняли дзвони, з верхів церкви — золочені хрести, а на їх місці встановили червоні прапори. В середині церкву переобладнали під народний театр.
Під час Другої світової війни зруйновано центральну баню храму.
У 1950 році громада батуринської Воскресенської церкви виступила ініціатором ремонтних робіт. Після ремонту церква продовжила діяти як культова споруда. У 70-х роках ХХ ст. встановлено новий іконостас.
Остання реставрація
Згідно висновків обстеження Воскресенської церкви комісією в складі фахівців інституту «УкрНДІпроектреставрація» та заповідника «Гетьманська столиця» (червень 2005 року) пам'ятка потребувала комплексної реставрації, в першу чергу — дерев'яних конструкцій даху, покрівлі.
Реставраційні роботи розпочалися у травні 2006 року. Дерев'яну конструкцію купола дзвіниці було замінено на металеву з дерев'яними елементами. 29 червня 2006 року відбувся демонтаж хреста з дзвіниці і розбирання дерев'яної конструкції. Цікавий факт: 3 липня 2006 року, під час розчистки склепіння від будівельного сміття було виявлено снаряд часів Другої світової війни.
31 липня 2006 р. піднято купол дзвіниці і встановилено хрести.
У 2007—2008 роках велася реставрація фасадів Воскресенської церкви та її внутрішнього простору.

## Могила гетьмана Кирила Розумовського

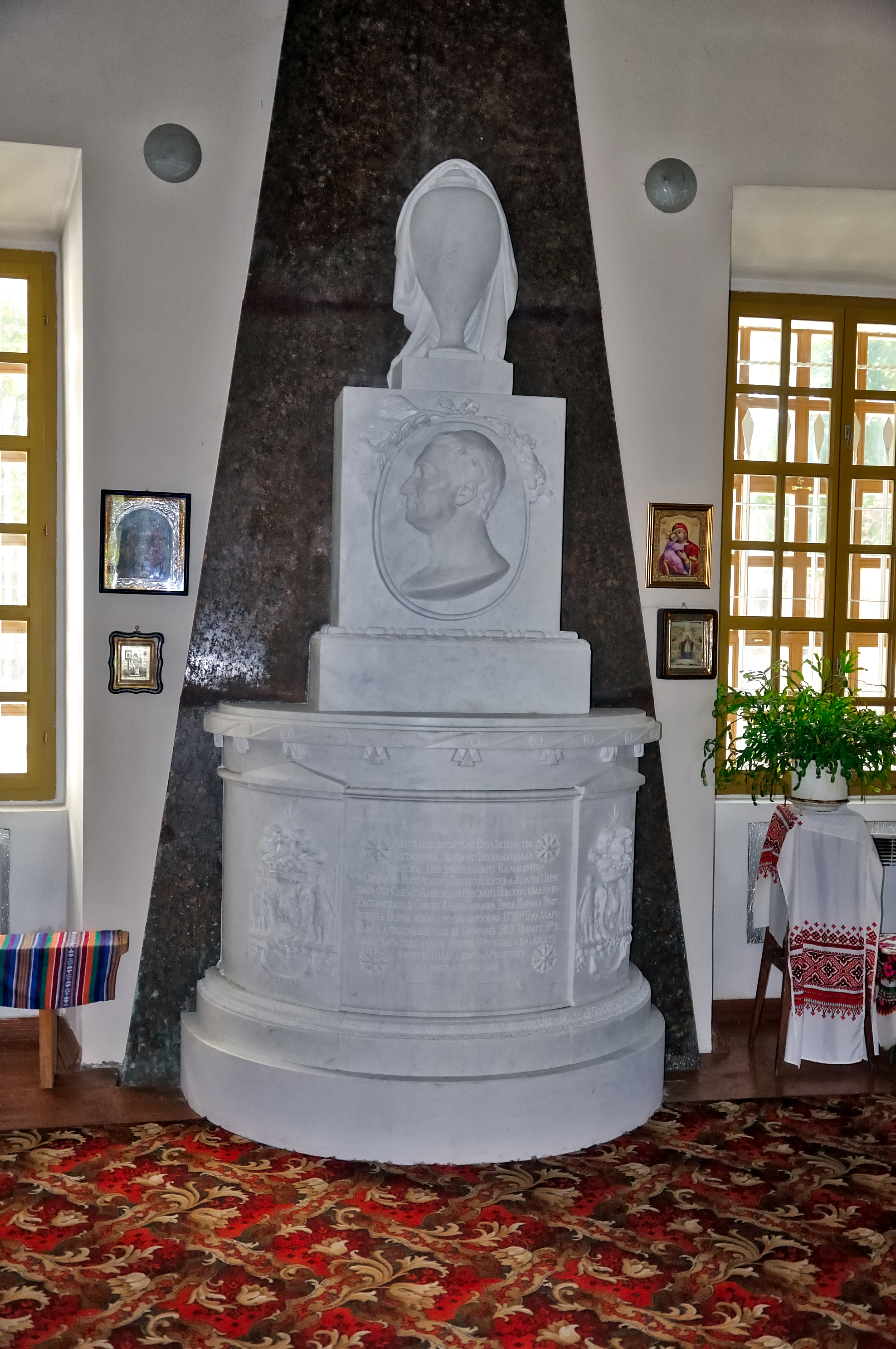
Надгробок К. Розумовського.

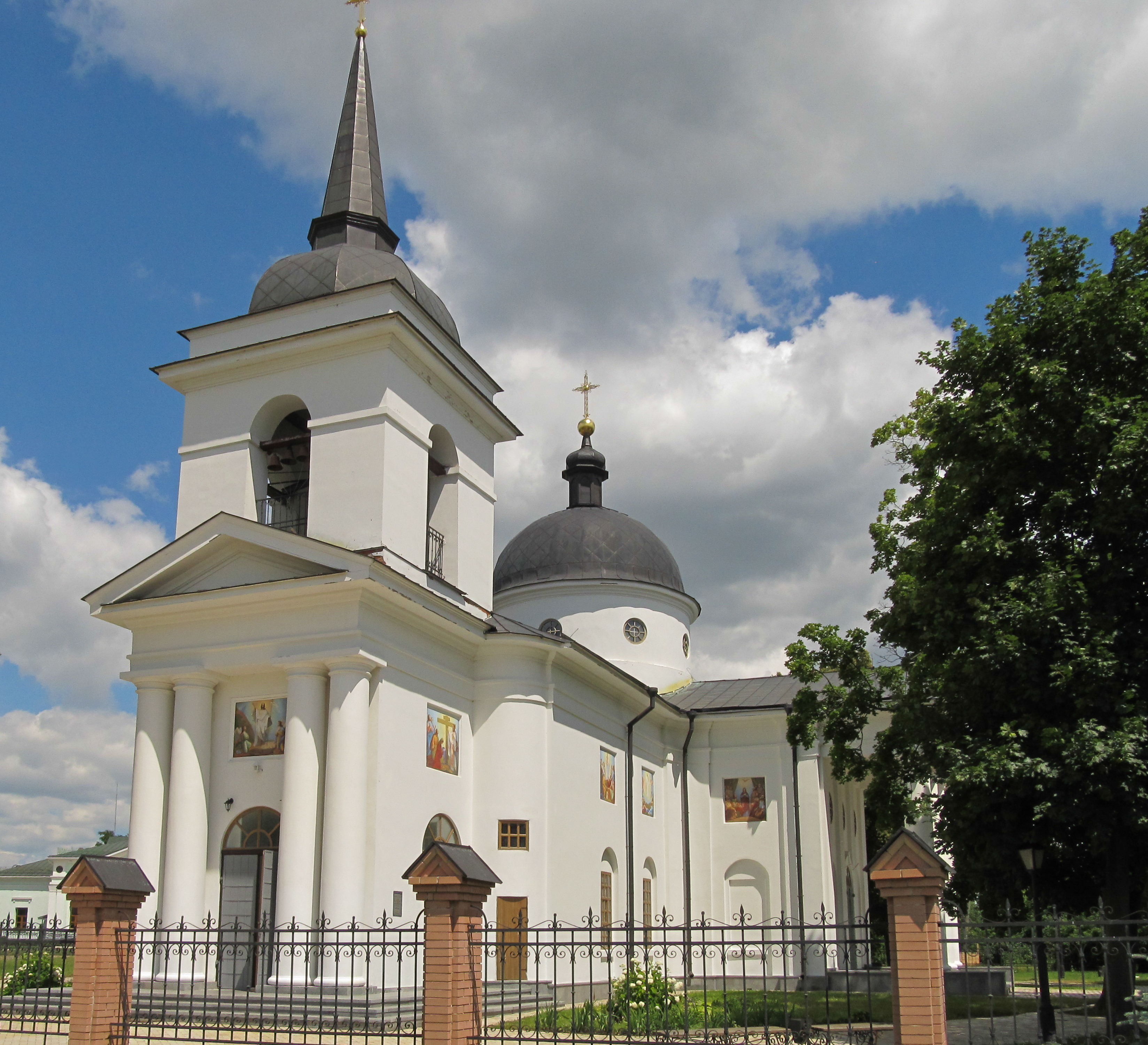
Воскресенська церква.

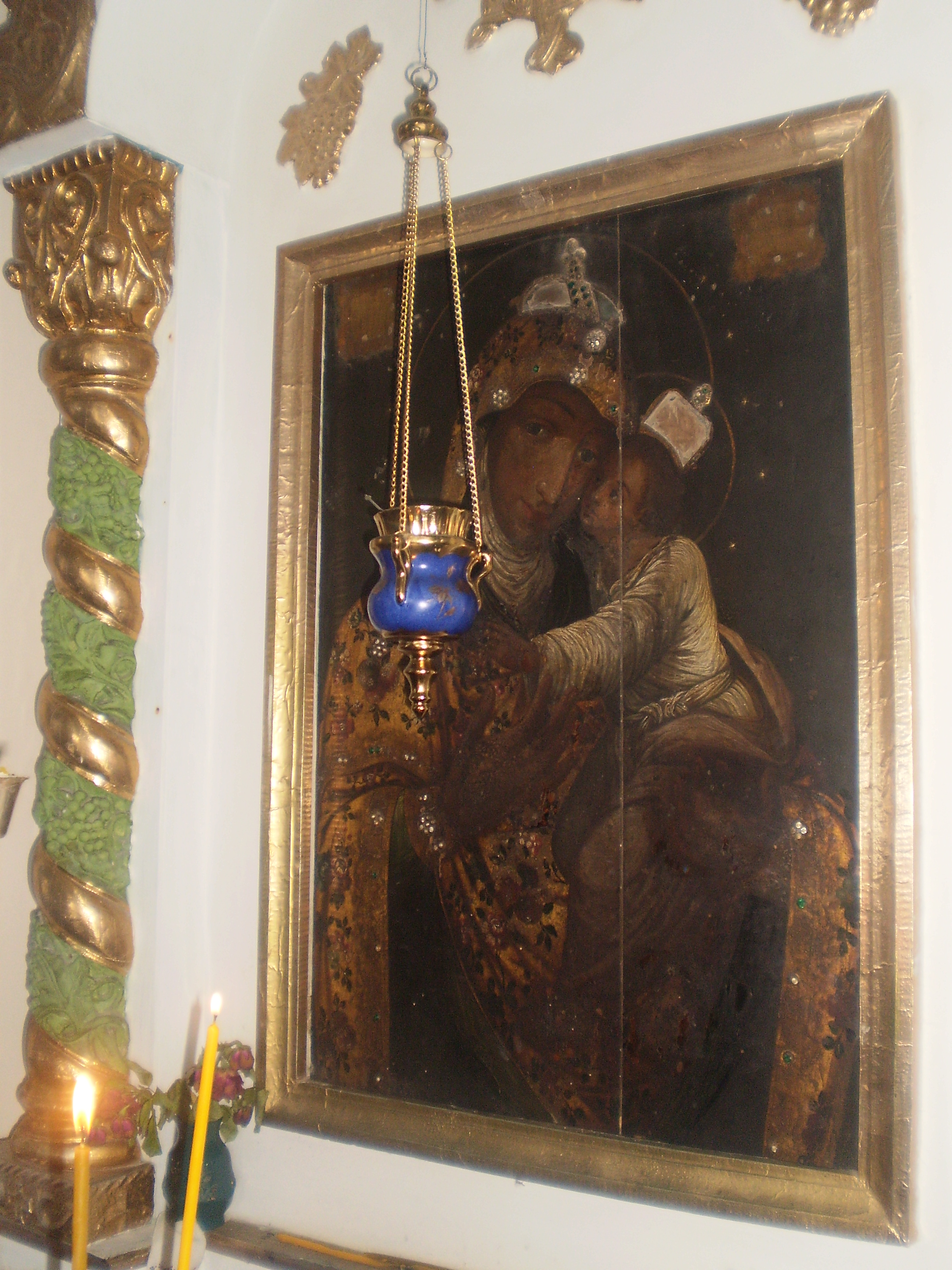
Повчанська Божа Мати.

Воскресенська церква стала усипальницею українського гетьмана Кирила Розумовського. Ще за його життя під підлогою церкви для його поховання було облаштовано склеп довжиною 2,34 м та висотою 1,76 м.
9 січня 1803 року гетьман помер у Батурині та був похований в цьому склепі. В 1805 році над похованням встановлено надгробок з білого італійського мармуру у вигляді піраміди з барельєфом небіжчика та поховальною урною під флером роботи скульптора Івана Мартоса.
Влітку 1927 року директор Конотопського окружного музею Олег Поплавський незаконно відкрив склеп та забрав звідти цінні предмети, що згодом безслідно зникли: металеву скриньку з забальзамованим серцем, верхнє чорне оксамитове покривало, шматок атласу з поховального савана, три ґудзики, срібний герб та «Адамову голову» з декору труни, шматок срібної рами, пасмо волосся, басон з дубовим орнаментом. Останки гетьмана залишилися в його могилі.
Внаслідок відкриття склепу було пошкоджено підмурки, на яких стояв надгробок. Підлога під ним почала просідати, і пам'ятник невдовзі розібрали та винесли на подвір'я. У храмі збереглася гранітна плита у формі пласкої піраміди, до якої прилягала надгробна скульптура. Деякі фрагменти надгробка зберігаються у фондовій колекції Національного історико-культурного заповідника «Гетьманська столиця».
В 2013 році на місці оригінального надгробка встановлена його мармурова копія.
2022  храм був через суд вилучений з користування Московської патріархії, яка була присутня тут на правах оренди, і відкрита для богослужінь Помісної Церкви та її вірних. 
У серпні 2023 у храмі відправлено першу літургію преосвященнійшим Антонієм, єпископом Чернігівським та Ніжинським ПЦУ. А в листопаді того ж таки року храм відвідав Предстоятель ПЦУ Блаженнійший Епіфаній.

## Цікаві факти
- Воскресенська церква мала архітектурних «близнюків»: за однаковим з нею проектом в Україні побудовано ще два храми — Успенський (1804 рік) у селі Новий Биків (Ніжинський район, Чернігівська область), та Миколаївський (1807 рік) у селі Кочерги (Конотопський район, Сумська область).
- В інтер'єрі Воскресенської церкви збереглися ковані двері початку ХІХ століття.
- На початку ХІХ століття у Воскресенській церкві на хорах співали 12 співаків з півчої капели Андрія Кириловича Розумовського (сина гетьмана), які перебували при своєму господарі у Відні, а після того, як Андрій Кирилович залишив службу посла, були відіслані до Батурина.
- До кінця ХІХ століття у вівтарі Воскресенської церкви стояло коване крісло гетьмана Кирила Розумовського.

## Настоятелі
- 1877—1882 рр. — Іван Степанович Лузановський;

- 1843—1905 рр. — Василь Іванович Городиський;

- 1905—1916? рр. — Микола Хрисанович Барзаковський;

- 1976—1988 рр. — Іван Іванович Пирогов;

- 1988—2014 рр. — Георгій Миронович Шутко[5].